# EuroChallenge 2011-2012
Navigation
Édition précédente Édition suivante
L’EuroChallenge de basket-ball 2011-2012 est la 9e édition de la troisième compétition européenne de clubs de basket-ball.

## Équipes participantes
32 équipes participent à l'Eurochallenge 2011-2012. 
| Pays (Ligue)             | Nb | Équipes (place dans le championnat national lors de la saison 2010-11) | Équipes (place dans le championnat national lors de la saison 2010-11) | Équipes (place dans le championnat national lors de la saison 2010-11) | Équipes (place dans le championnat national lors de la saison 2010-11) | Équipes (place dans le championnat national lors de la saison 2010-11) |
| ------------------------ | -- | ---------------------------------------------------------------------- | ---------------------------------------------------------------------- | ---------------------------------------------------------------------- | ---------------------------------------------------------------------- | ---------------------------------------------------------------------- |
| Allemagne (BBL)          | 4  | Artland Dragons (4)                                                    | EWE Baskets Oldenburg (6)                                              | Telekom Bonn (13)                                                      | BG Göttingen (7)                                                       |                                                                        |
| Turquie (TBL)            | 4  | Besiktas JK (6)                                                        | Pinar Karsiyaka (5)                                                    | Oline Erdine Basket (7)                                                | Türk Telekomspor (10)                                                  |                                                                        |
| France (LNB)             | 3  | ES chalonnais (3)                                                      | Chorale de Roanne (5)                                                  | ÉB Pau-Lacq-Orthez (9)                                                 |                                                                        |                                                                        |
| Russie (Superligue)      | 3  | Triumph Lyubertsy (10)                                                 | BK Nijni Novgorod (5)                                                  | Ienisseï Krasnoïarsk (6)                                               |                                                                        |                                                                        |
| Belgique (Ethias)        | 2  | Okapi Aalstar (2)                                                      | Antwerp Giants (5)                                                     |                                                                        |                                                                        |                                                                        |
| Chypre (Division A)      | 2  | ETHA Éngomis (1)                                                       | Keravnós Strovólou (4)                                                 |                                                                        |                                                                        |                                                                        |
| Hongrie (NBI)            | 2  | Szolnoki Olaj KK (1)                                                   | Atomerőmű SE (4)                                                       |                                                                        |                                                                        |                                                                        |
| République tchèque (NBL) | 2  | BK Prostějov (2)                                                       | BK Pardubice (3)                                                       |                                                                        |                                                                        |                                                                        |
| Ukraine (SuperLeague)    | 2  | BC Goverla (3)                                                         | Khimik Youjne (12)                                                     |                                                                        |                                                                        |                                                                        |
| Biélorussie (BPL)        | 1  | BC Tsmoki-Minsk (1)                                                    |                                                                        |                                                                        |                                                                        |                                                                        |
| Espagne (Liga ACB)       | 1  | Fuenlabrada (7)                                                        |                                                                        |                                                                        |                                                                        |                                                                        |
| Géorgie (Super Liga)     | 1  | BC Armia (1)                                                           |                                                                        |                                                                        |                                                                        |                                                                        |
| Lettonie (LBL)           | 1  | BK Ventspils (2)                                                       |                                                                        |                                                                        |                                                                        |                                                                        |
| Pays-Bas (Eredivisie)    | 1  | ZZ Leiden Basket (1)                                                   |                                                                        |                                                                        |                                                                        |                                                                        |
| Roumanie (Divizia A)     | 1  | U-Mobitel Cluj (1)                                                     |                                                                        |                                                                        |                                                                        |                                                                        |
| Slovaquie (Extraliga)    | 1  | BK Bemaco SPU Nitra (1)                                                |                                                                        |                                                                        |                                                                        |                                                                        |
| Suède (OBL)              | 1  | Norrköping Dolphins (1)                                                |                                                                        |                                                                        |                                                                        |                                                                        |

En gras les équipes reversées du tour préliminaire d'EuroCoupe 

En italique les équipes issues du tour préliminaire d'EuroChallenge
|  | Vainqueur                           |
|  | Finaliste                           |
|  | 3e place                            |
|  | 4e place                            |
|  | Éliminés en quarts de finale        |
|  | Éliminés lors du Top 16             |
|  | Éliminés lors de la phase régulière |

## Déroulement
La compétition est ouverte à trente-deux équipes. Dix-neuf ont été qualifiées directement, huit ont été éliminées des tours qualificatifs de l'EuroCoupe et cinq proviennent du tour préliminaire. Ces clubs se disputent les seize places qualificatives pour le tour suivant lors d'une phase régulière, composée de huit groupes formés chacun de quatre équipes.
Les deux premières équipes de chaque groupe se qualifient pour un Top 16. Celui-ci se déroule également sous la forme de championnat : quatre groupes de quatre équipes, dont les deux premières sont qualifiées pour les quarts de finale.

## Tour préliminaire
Celui-ci se déroule sous forme de matchs aller-retour, le vainqueur étant déterminé au cumul des points des deux rencontres.
Dix équipes se rencontrent directement pour cinq places en saison régulière les 4 et 11 octobre 2011.
| Équipe no 1       | Total     | Équipe no 2          | Aller | Retour |
| ----------------- | --------- | -------------------- | ----- | ------ |
| Spartak Primorie  | 141 - 147 | Ienisseï Krasnoïarsk | 75-58 | 66-89  |
| Triumph Lyubertsy | 168 - 151 | Krasnye Krylia       | 94-71 | 74-80  |
| Soukhoumi         | 157 - 175 | BC Tsmoki-Minsk      | 94-78 | 63-97  |
| Atomerömü SE      | 155 - 128 | Arkadia Traiskirchen | 70-48 | 85-80  |
| Tampereen Pyrintö | 134 - 138 | Szolnoki Olaj        | 77-69 | 57-69  |

 Note : Les équipes de la colonne de droite du tableau ci-dessus jouent le match aller à l'extérieur et le match retour à domicile

## Phase régulière

### Groupe A
| Rang | Équipe                | Pts | J | G | P | Pp  | Pc  | Diff |  | Résultats (dom.\ext.) |       |        |        |       |
| ---- | --------------------- | --- | - | - | - | --- | --- | ---- |  | --------------------- | ----- | ------ | ------ | ----- |
| 1    | EWE Baskets Oldenburg | 12  | 6 | 6 | 0 | 534 | 428 | 106  |  | BK Bemaco SPU Nitra   |       | 75-86  | 108-78 | 72-77 |
| 2    | Fuenlabrada           | 10  | 6 | 4 | 2 | 530 | 477 | 53   |  | Fuenlabrada           | 93-80 |        | 89-75  | 77-83 |
| 3    | BK Bemaco SPU Nitra   | 7   | 6 | 1 | 5 | 478 | 504 | -26  |  | Norrköping Dolphins   | 82-64 | 79-119 |        | 73-95 |
| 4    | Norrköping Dolphins   | 7   | 6 | 1 | 5 | 448 | 581 | -133 |  | EWE Baskets Oldenburg | 88-79 | 85-66  | 106-61 |       |

### Groupe B
| Rang | Équipe           | Pts | J | G | P | Pp  | Pc  | Diff |  | Résultats (dom.\ext.) |        |       |       |        |
| ---- | ---------------- | --- | - | - | - | --- | --- | ---- |  | --------------------- | ------ | ----- | ----- | ------ |
| 1    | Beşiktaş JK      | 12  | 6 | 6 | 0 | 543 | 437 | 106  |  | BC Armia              |        | 74-71 | 75-77 | 82-76  |
| 2    | ZZ Leiden Basket | 9   | 6 | 3 | 3 | 434 | 437 | -3   |  | ZZ Leiden Basket      | 76-59  |       | 58-86 | 80-71  |
| 3    | BC Armia         | 9   | 6 | 3 | 3 | 441 | 464 | -23  |  | Beşiktaş JK           | 103-82 | 76-69 |       | 105-94 |
| 4    | BG Göttingen     | 6   | 6 | 0 | 6 | 432 | 512 | -80  |  | BG Göttingen          | 61-69  | 71-80 | 59-96 |        |

### Groupe C
| Rang | Équipe            | Pts | J | G | P | Pp  | Pc  | Diff |  | Résultats (dom.\ext.) | Pa    |       | Pr    |       |
| ---- | ----------------- | --- | - | - | - | --- | --- | ---- |  | --------------------- | ----- | ----- | ----- | ----- |
| 1    | Chorale de Roanne | 11  | 6 | 5 | 1 | 490 | 451 | 39   |  | BK Pardubice          |       | 72-69 | 98-84 | 82-77 |
| 2    | BK Pardubice      | 10  | 6 | 4 | 2 | 478 | 476 | 2    |  | BC Goverla            | 76-77 |       | 75-77 | 63-70 |
| 3    | BK Prostějov      | 9   | 6 | 3 | 3 | 476 | 487 | -11  |  | BK Prostějov          | 82-76 | 78-64 |       | 85-87 |
| 4    | BC Goverla        | 6   | 6 | 0 | 6 | 425 | 455 | -30  |  | Chorale de Roanne     | 88-73 | 81-78 | 87-70 |       |

### Groupe D
| Rang | Équipe            | Pts | J | G | P | Pp  | Pc  | Diff |  | Résultats (dom.\ext.) |       |       |       |       |
| ---- | ----------------- | --- | - | - | - | --- | --- | ---- |  | --------------------- | ----- | ----- | ----- | ----- |
| 1    | BK Nijni Novgorod | 10  | 6 | 4 | 2 | 492 | 425 | 67   |  | Atomerömü SE          |       | 73-76 | 78-79 | 83-72 |
| 2    | BK Ventspils      | 10  | 6 | 4 | 2 | 436 | 422 | 14   |  | Khimik Youjne         | 83-58 |       | 81-67 | 78-87 |
| 3    | Khimik Youjne     | 9   | 6 | 3 | 3 | 446 | 451 | -5   |  | BK Ventspils          | 69-56 | 81-55 |       | 77-75 |
| 4    | Atomerömü SE      | 7   | 6 | 1 | 5 | 399 | 475 | -76  |  | BK Nijni Novgorod     | 96-51 | 85-73 | 77-63 |       |

### Groupe E
| Rang | Équipe               | Pts | J | G | P | Pp  | Pc  | Diff |  | Résultats (dom.\ext.) |       |       |       |       |
| ---- | -------------------- | --- | - | - | - | --- | --- | ---- |  | --------------------- | ----- | ----- | ----- | ----- |
| 1    | ES chalonnais        | 11  | 6 | 5 | 1 | 479 | 481 | -2   |  | Ienisseï Krasnoïarsk  |       | 73-81 | 79-80 | 76-72 |
| 2    | Antwerp Giants       | 10  | 6 | 4 | 2 | 474 | 424 | 50   |  | U-Mobitel Cluj        | 75-82 |       | 81-85 | 72-74 |
| 3    | Ienisseï Krasnoïarsk | 8   | 6 | 2 | 4 | 458 | 468 | -10  |  | ES chalonnais         | 87-79 | 83-74 |       | 65-90 |
| 4    | U-Mobitel Cluj       | 7   | 6 | 1 | 5 | 446 | 484 | -38  |  | Antwerp Giants        | 73-69 | 87-63 | 78-79 |       |

### Groupe F
| Rang | Équipe            | Pts | J | G | P | Pp  | Pc  | Diff |  | Résultats (dom.\ext.) |       |       |       |       |
| ---- | ----------------- | --- | - | - | - | --- | --- | ---- |  | --------------------- | ----- | ----- | ----- | ----- |
| 1    | Triumph Lyubertsy | 10  | 6 | 4 | 2 | 451 | 434 | 17   |  | Triumph Lyubertsy     |       | 70-61 | 60-68 | 83-78 |
| 2    | Okapi Aalstar     | 9   | 6 | 3 | 3 | 511 | 463 | 48   |  | Oline Erdine          | 89-82 |       | 70-82 | 92-86 |
| 3    | ETHA Éngomis      | 9   | 6 | 3 | 3 | 409 | 438 | -29  |  | ETHA Éngomis          | 55-72 | 70-67 |       | 61-80 |
| 4    | Oline Erdine      | 8   | 6 | 2 | 4 | 449 | 485 | -36  |  | Okapi Aalstar         | 83-84 | 95-70 | 89-73 |       |

### Groupe G
| Rang | Équipe           | Pts | J | G | P | Pp  | Pc  | Diff |  | Résultats (dom.\ext.) |         | TT    | PK    |       |
| ---- | ---------------- | --- | - | - | - | --- | --- | ---- |  | --------------------- | ------- | ----- | ----- | ----- |
| 1    | Telekom Bonn     | 10  | 6 | 4 | 2 | 490 | 452 | 38   |  | BC Tsmoki-Minsk       |         | 74-93 | 70-79 | 79-71 |
| 2    | Pinar Karsiyaka  | 9   | 6 | 3 | 3 | 476 | 477 | -1   |  | Türk Telekomspor      | 76-78   |       | 74-82 | 81-94 |
| 3    | BC Tsmoki-Minsk  | 9   | 6 | 3 | 3 | 487 | 515 | -28  |  | Pinar Karsiyaka       | 103-105 | 81-83 |       | 66-65 |
| 4    | Türk Telekomspor | 8   | 6 | 2 | 4 | 487 | 496 | -9   |  | Telekom Bonn          | 93-81   | 87-80 | 80-65 |       |

### Groupe H
| Rang | Équipe             | Pts | J | G | P | Pp  | Pc  | Diff |  | Résultats (dom.\ext.) |       |       |       |       |
| ---- | ------------------ | --- | - | - | - | --- | --- | ---- |  | --------------------- | ----- | ----- | ----- | ----- |
| 1    | Artland Dragons    | 11  | 6 | 5 | 1 | 520 | 480 | 40   |  | Szolnoki Olaj         |       | 81-93 | 90-85 | 85-70 |
| 2    | Szolnoki Olaj      | 10  | 6 | 4 | 2 | 500 | 483 | 17   |  | Keravnós Strovólou    | 82-91 |       | 81-93 | 67-70 |
| 3    | Keravnós Strovólou | 8   | 6 | 2 | 4 | 483 | 511 | -28  |  | Artland Dragons       | 86-78 | 93-75 |       | 87-81 |
| 4    | ÉB Pau-Lacq-Orthez | 7   | 6 | 1 | 5 | 446 | 475 | -29  |  | ÉB Pau-Lacq-Orthez    | 67-75 | 83-85 | 75-76 |       |

## Top 16

### Groupe I
| Rang | Équipe                | Pts | J | G | P | Pp  | Pc  | Diff |  | Résultats (dom.\ext.) |       |       |       |       |
| ---- | --------------------- | --- | - | - | - | --- | --- | ---- |  | --------------------- | ----- | ----- | ----- | ----- |
| 1    | BK Ventspils          | 10  | 6 | 4 | 2 | 455 | 448 | 7    |  | BK Ventspils          |       | 94-92 | 74-61 | 69-73 |
| 2    | Chorale de Roanne     | 9   | 6 | 3 | 3 | 505 | 464 | 41   |  | Chorale de Roanne     | 88-89 |       | 86-80 | 91-56 |
| 3    | EWE Baskets Oldenburg | 9   | 6 | 3 | 3 | 456 | 447 | 9    |  | EWE Baskets Oldenburg | 77-69 | 82-80 |       | 85-62 |
| 4    | ZZ Leiden Basket      | 8   | 6 | 2 | 4 | 387 | 444 | -57  |  | ZZ Leiden Basket      | 57-60 | 63-68 | 76-71 |       |

### Groupe J
| Rang | Équipe        | Pts | J | G | P | Pp  | Pc  | Diff |  | Résultats (dom.\ext.) |       |       |       |        |
| ---- | ------------- | --- | - | - | - | --- | --- | ---- |  | --------------------- | ----- | ----- | ----- | ------ |
| 1    | ES chalonnais | 9   | 6 | 3 | 3 | 494 | 467 | 27   |  | ES chalonnais         |       | 85-64 | 88-66 | 87-72  |
| 2    | Szolnoki Olaj | 9   | 6 | 3 | 3 | 521 | 511 | 10   |  | Szolnoki Olaj         | 90-81 |       | 96-94 | 112-76 |
| 3    | Telekom Bonn  | 9   | 6 | 3 | 3 | 497 | 509 | -12  |  | Telekom Bonn          | 91-89 | 89-75 |       | 71-63  |
| 4    | Okapi Aalstar | 9   | 6 | 3 | 3 | 479 | 504 | -25  |  | Okapi Aalstar         | 91-89 | 89-75 | 98-86 |        |

### Groupe K
| Rang | Équipe            | Pts | J | G | P | Pp  | Pc  | Diff |  | Résultats (dom.\ext.) |       |       |       |       |
| ---- | ----------------- | --- | - | - | - | --- | --- | ---- |  | --------------------- | ----- | ----- | ----- | ----- |
| 1    | Fuenlabrada       | 12  | 6 | 6 | 0 | 465 | 430 | 35   |  | Fuenlabrada           |       | 72-70 | 73-70 | 85-70 |
| 2    | Beşiktaş JK       | 10  | 6 | 4 | 2 | 458 | 433 | 25   |  | Beşiktaş JK           | 77-78 |       | 82-80 | 78-70 |
| 3    | BK Nijni Novgorod | 7   | 6 | 1 | 5 | 450 | 460 | -10  |  | BK Nijni Novgorod     | 70-78 | 64-75 |       | 86-65 |
| 4    | BK Pardubice      | 7   | 6 | 1 | 5 | 434 | 484 | -50  |  | BK Pardubice          | 73-79 | 69-76 | 87-80 |       |

### Groupe L
| Rang | Équipe            | Pts | J | G | P | Pp  | Pc  | Diff |  | Résultats (dom.\ext.) |       |       |       |       |
| ---- | ----------------- | --- | - | - | - | --- | --- | ---- |  | --------------------- | ----- | ----- | ----- | ----- |
| 1    | Artland Dragons   | 11  | 6 | 5 | 1 | 495 | 478 | 17   |  | Artland Dragons       |       | 83-74 | 81-71 | 95-88 |
| 2    | Triumph Lyubertsy | 9   | 6 | 3 | 3 | 452 | 463 | -11  |  | Triumph Lyubertsy     | 87-70 |       | 79-60 | 75-90 |
| 3    | Antwerp Giants    | 8   | 6 | 2 | 4 | 417 | 422 | -5   |  | Antwerp Giants        | 63-67 | 83-58 |       | 89-67 |
| 4    | Pinar Karsiyaka   | 8   | 6 | 2 | 4 | 487 | 488 | -1   |  | Pinar Karsiyaka       | 95-99 | 77-79 | 70-51 |       |

## Phase finale

### Quarts de finale
Au meilleur de trois matchs
| Quart | Équipe 1        | Cumul | Équipe 2          | match aller | match retour | match d'appui |
| ----- | --------------- | ----- | ----------------- | ----------- | ------------ | ------------- |
| 1     | BK Ventspils    | 1 - 2 | Szolnoki Olaj     | 82-63       | 76-82        | 78-82         |
| 2     | ES chalonnais   | 2 - 0 | Chorale de Roanne | 75-73       | 78-76        |               |
| 3     | Fuenlabrada     | 1 - 2 | Triumph Lyubertsy | 75-76       | 78-68        | 65-80         |
| 4     | Artland Dragons | 0 - 2 | Beşiktaş JK       | 73-74       | 63-77        |               |

### Final Four
|  | Demi-finales                   | Demi-finales                   |             |    | Finale                         | Finale                         |
|  | Demi-finales                   | Demi-finales                   |             |    | Finale                         | Finale                         |
|  |                                |                                |             |    |                                |                                |
|  | 27 avril, Főnix Hall, Debrecen | 27 avril, Főnix Hall, Debrecen |             |    | 29 avril, Főnix Hall, Debrecen | 29 avril, Főnix Hall, Debrecen |
|  | 27 avril, Főnix Hall, Debrecen | 27 avril, Főnix Hall, Debrecen |             |    | 29 avril, Főnix Hall, Debrecen | 29 avril, Főnix Hall, Debrecen |
|  | Szolnoki Olaj                  | 60                             |             |    | 29 avril, Főnix Hall, Debrecen | 29 avril, Főnix Hall, Debrecen |
|  | Szolnoki Olaj                  | 60                             |             |    | 29 avril, Főnix Hall, Debrecen | 29 avril, Főnix Hall, Debrecen |
|  | Beşiktaş JK                    | 64                             |             |    | 29 avril, Főnix Hall, Debrecen | 29 avril, Főnix Hall, Debrecen |
|  | Beşiktaş JK                    | 64                             | Beşiktaş JK | 91 |                                |                                |
|  | 27 avril, Főnix Hall, Debrecen |                                | Beşiktaş JK | 91 |                                |                                |
|  |                                | ES chalonnais                  | 86          |    |                                |                                |
|  | ES chalonnais                  | ES chalonnais                  | 86          | 84 |                                |                                |
|  | ES chalonnais                  |                                |             | 84 |                                |                                |
|  | Triumph Lyubertsy              | 69                             |             |    |                                |                                |
|  | Triumph Lyubertsy              | 69                             | 3e place    |    |                                |                                |
|  |                                |                                |             |    |                                |                                |
|  | 29 avril, Főnix Hall, Debrecen |                                |             |    |                                |                                |
|  |                                |                                |             |    |                                |                                |
|  | Szolnoki Olaj                  | 87                             |             |    |                                |                                |
|  | Szolnoki Olaj                  | 87                             |             |    |                                |                                |
|  | Triumph Lyubertsy              | 94                             |             |    |                                |                                |
|  | Triumph Lyubertsy              | 94                             |             |    |                                |                                |

## Statistiques individuelles
| Catégorie     | Nom               | Équipe        | Matchs | Statistique | Moyenne |
| ------------- | ----------------- | ------------- | ------ | ----------- | ------- |
| Points        | Chris Copeland    | Okapi Aalstar | 11     | 221         | 20,1    |
| Rebonds       | Pops Mensah-Bonsu | Beşiktaş JK   | 10     | 110         | 11,0    |
| Passes        | Jared Jordan      | Telekom Bonn  | 12     | 105         | 8,8     |
| Interceptions | Kenny Hasbrouck   | EWE Oldenburg | 11     | 23          | 2,1     |
| Contres       | Tony Gaffney      | Telekom Bonn  | 12     | 25          | 2,1     |

## Récompenses individuelles

### Récompenses annuelles
- MVP de la saison régulière :
- MVP de la finale :  Pops Mensah-Bonsu (Beşiktaş JK)[1]
- Entraîneur de l'année :
- Révélation de l'année :

### Récompenses hebdomadaires

#### MVP par journée

##### Saison régulière
| Journée | Joueur          | Équipe             | Évaluation |
| ------- | --------------- | ------------------ | ---------- |
| 1       | Jovo Stanojević | Pınar Karşıyaka    | 36         |
| 2       | Nathan Peavy    | Artland Dragons    | 33         |
| 3       | Deron Williams  | Beşiktaş JK        | 44         |
| 4       | Ersin Dağli     | Beşiktaş JK        | 34         |
| 5       | Vladimir Štimac | Olin Edirne Basket | 40         |
| 6       | Chris Wright    | Olin Edirne Basket | 31         |

##### Top16
| Journée | Joueur            | Équipe             | Évaluation |
| ------- | ----------------- | ------------------ | ---------- |
| 1       | Chris Copeland    | Okapi Aalstar      | 30         |
| 1       | Mire Chatman      | Pınar Karşıyaka    | 30         |
| 1       | Darren Fenn       | Artland Dragons    | 30         |
| 2       | Obie Trotter      | Szolnoki Olaj KK   | 36         |
| 3       | Jovo Stanojević   | Pınar Karşıyaka    | 37         |
| 4       | Kyle Landry       | Trioumf Lioubertsy | 32         |
| 5       | Pops Mensah-Bonsu | Beşiktaş JK        | 33         |
| 6       | İlkan Karaman     | Pınar Karşıyaka    | 31         |

##### Quarts de finale
| Journée | Joueur            | Équipe             | Évaluation |
| ------- | ----------------- | ------------------ | ---------- |
| 1       | Kyle Landry       | Trioumf Lioubertsy | 27         |
| 2       | Pops Mensah-Bonsu | Beşiktaş JK        | 39         |
| 3       | Obie Trotter      | Szolnoki Olaj KK   | 28         |